# Bund Deutscher Fallschirmjäger
Der Bund Deutscher Fallschirmjäger e. V. (BDF) ist eine Vereinigung von aktiven Soldaten, Reservisten und Veteranen der deutschen Fallschirmjäger- und Luftlandetruppen sowie der Spezial- und Spezialisierten Kräfte wie bspw. heutzutage des Kommando Spezialkräfte oder die Kommandokompanien der Bundeswehr. Die Vereinigung bestand zunächst aus Angehörigen der Wehrmacht sowie später der Bundeswehr und seit 2017 auch aus Angehörigen der Nationalen Volksarmee. Der BDF besteht aus persönlichen Mitgliedern und korporativ angeschlossenen Vereinigungen sowie deren Angehörigen, Freunden und Förderern. Der BDF ist Mitglied in der Europäischen Fallschirmjäger-Union U.E.P.

## Geschichte
1949 trafen sich zum ersten Mal ca. 230 ehemalige Fallschirmjäger in Wesel/Nordheide und gründeten den Fallschirmjägersuchdienst und ein Kameradenhilfswerk. Damit war der Grundstock für den Bund Deutscher Fallschirmjäger gelegt. Es folgte die Gründung von Ortsverbänden und Traditionsvereinigungen. Beim ersten Bundestreffen 1951 in Braunschweig versammelten sich etwa 6.000 Personen. Erste Schwerpunkte der Arbeit des Bundes waren der Suchdienst nach Vermissten, die Kameradenhilfe und die Betreuung der Witwen und Waisen. Das Kameradenhilfswerk versorgte Fallschirmjäger der ehemaligen Wehrmacht, die nach dem Zweiten Weltkrieg in der Ostzone und der ehemaligen DDR wohnten, mit „Fallschirmjäger-CARE-Paketen“.
Die Aussöhnung mit den ehemaligen Kriegsgegnern wurde  in den 1950er Jahren zu einem neuen Schwerpunkt der Arbeit des Bundes. So konnten beim Bundestreffen 1959 in Freiburg Fallschirmjäger aus Frankreich, Italien, Spanien und den USA begrüßt werden. Die von den Fallschirmjägern gestiftete Friedensglocke von Bastogne ist ein  Beispiel für diese Aussöhnung.
1957 erfolgte die Aufstellung der Fallschirmjäger der Bundeswehr. Angehörige der ehemaligen Fallschirmtruppe der Wehrmacht haben dabei in Führungspositionen  mitgewirkt, um die neue Luftlandetruppe aufzubauen und auszubilden.
Bei den weiteren Bundestreffen erfolgte die Öffnung gegenüber den  Fallschirmjägern der Bundeswehr und beim Bundestreffen 2017 gegenüber den ehemaligen Fallschirmjägern der NVA der DDR. In den 1950ern folgten die ersten Gründungen von Ortskameradschaften und Traditionsverbänden. Die Gründung der Europäischen Fallschirmjäger-Union U.E.P. wurde maßgeblich vom Bund Deutscher Fallschirmjäger mitgetragen. 1999 wurde durch die Verbindungsaufnahme des BDF die „Vereinigung der polnischen Fallschirmjäger“ in die U.E.P. aufgenommen. Eine Delegation der polnischen Fallschirmjäger nimmt seither an den Bundestreffen des BDF teil.

## Ziele
- Unterstützung der Soldaten und Truppenteile der aktiven Fallschirmjäger-, Luftlande- sowie Spezial- und Spezialisierten Kräfte
- Betreuung von  Soldaten und Reservisten, insbesondere im Auslandseinsatz
- Betreuung der Hinterbliebenen gefallener, vermisster und verstorbener Kameraden
- Hilfe in Notfällen durch das „Hilfswerk Generaloberst Student“
- Mitarbeit bei der Aufklärung von Vermisstenschicksalen
- Förderung der Völkerverständigung zur Erhaltung des Weltfriedens
- Mitarbeit an der Errichtung und Erhaltung von Soldatenfriedhöfen, Denk- und Mahnmalen
- Mitarbeit an der Geschichte der deutschen Fallschirmjäger- und Luftlandetruppen und Spezialkräfte sowie Unterstützung der Einrichtung und des Betriebes eines Fallschirmjägermuseums
- Förderung des Fallschirmsports und sonstiger militärischer Aus- und Weiterbildungsmaßnahmen sowie Wettkämpfe
- Förderung des Verständnisses und des Zusammenhaltens zwischen den Generationen
- Förderung der europäischen Zusammenarbeit und des Zusammenwachsens Europas, insbesondere im Rahmen der Europäischen Fallschirmjägerunion
- Unterstützung der sicherheitspolitischen Informationsarbeit
- Unterstützung der Weiterentwicklung der Luftlande- und Fallschirmjägertruppe sowie der Spezial- und Spezialisierten Kräfte im nationalen-, europäischen- und Bündnisrahmen
- Unterstützung der Nachwuchswerbung für die Bundeswehr
- Pflege der Kameradschaft untereinander und mit Angehörigen befreundeter und angeschlossener Verbände

Der Verein bekennt sich zum Grundgesetz der Bundesrepublik Deutschland. Er ist unabhängig, überparteilich und überkonfessionell. Seine Verbandszeitung "Der Deutsche Fallschirmjäger" informiert über aktuelle Vorgänge, spricht von der Geschichte der Truppengattung und berichtet aus der aktiven Truppe.

## Struktur
Der Verein gliedert sich in Landeskameradschaften und Ortskameradschaften wie beispielsweise die Landeskameradschaft Saarland oder den Kameradenkreis 1.LLDiv-KLK-DSO-DSK. Daneben gibt es Traditionsverbände für ehemalige Luftlandeeinheiten/-verbände und Standortkameradschaften, wie beispielsweise die Deutsche-Monte-Cassino-Vereinigung (DMCV) oder den 2017 zur Bundesversammlung des BDF in Koblenz, aufgenommenen Kameradenkreis FJB/LStR-40, der ehemaligen Fallschirmjäger der Nationalen Volksarmee der DDR. In diesen regionalen Untergliederungen treffen sich Fallschirmjäger, Veteranen, Aktive und Reservisten. Seit März 2015 gibt es eine Kooperation mit der Interessengemeinschaft Fallschirmjäger der ehemaligen NVA.

### Präsidenten des BDF
- 1951–1951 Herbert Luckner
- 1952–1954 Kurt Student, Generaloberst a. D. der Fallschirmtruppe der Wehrmacht
- 1954–1955 Arnold von Roon, Major a. D. der Fallschirmtruppe der Wehrmacht
- 1955–1956 Walter Gericke, Offizier der Fallschirmtruppe der Wehrmacht, später Generalmajor a. D. in der 1. Luftlandedivision der Bundeswehr
- 1956–1976 Jakob Schmieden, Stabsarzt a. D., Fallschirm-Sanitätsabteilung XI. Fliegerkorps der Luftwaffe der Wehrmacht[3]
- 1976–1980 Oswald Finzel, Major a. D. der Fallschirmtruppe der Wehrmacht
- 1980–1988 Rudolf Witzig, Offizier der Fallschirm-Pioniere der Wehrmacht, später Oberst a. D. und Kommandeur des Pionier-Bataillons 7 der Bundeswehr
- 1988–1996 Karl-Heinz Sander, Oberstleutnant a. D. der Bundeswehr und Ehrenpräsident der „L’Union Europeenne des Parachutistes“
- 1996–2000 Fritz Eckert, Brigadegeneral a. D. der Bundeswehr
- 2000–2004 Heinz Bliss, Autor und ehemaliger Fallschirm-Pionier der Wehrmacht
- 2004–2017 Georg Bernhardt, Generalmajor a. D. der Bundeswehr
- 2017-heute Hans-Werner Fritz, Generalleutnant a. D. der Bundeswehr[4]

## Mitgliedschaften des BDF
Der Bund Deutscher Fallschirmjäger e. V. ist Mitglied im  Bund der Deutschen Infanterie e. V., im  Kuratorium Ehrenmal des Deutschen Heeres und im Bundeswehrsozialwerk. Daneben gehört er zum Beirat Reservistenarbeit beim VdRBw. Er unterhält Verbindungen und Partnerschaften zu Fallschirmjägern anderer Nationen und ist Mitglied in der Europäischen Fallschirmjäger-Union U.E.P.

## Mitgliederzeitung
Der Deutsche Fallschirmjäger erscheint in sechs Ausgaben pro Jahr und informiert über Geschehnisse im Verein und der Luftlandetruppe. Er berichtet u. a. über drei große Themenkreise:
- Aktuelles / Nachrichten / Meinungen
- Grundsätzliches / Historisches
- Berichte aus den Kameradschaften